# Papua Nya Guineas generalguvernör
Papua Nya Guinea är sedan 1975 en självständig konstitutionell monarki inom Samväldet som erkänner den brittiska monarken som sin egen statschef, dvs. som Papua Nya Guineas kung. Eftersom kungen är bosatt och huvudsakligen verkar i Storbritannien representeras denne av en Generalguvernör som utövar monarkens befogenheter i dennes namn.
Generalguvernören utses av monarken efter nominering av Papua Nya Guineas parlament, och inte från landets premiärminister som är fallet i alla andra samväldesländer med den brittiska monarken som statschef. Om generalguvernörsämbetet är vakant övertar parlamentets talman tillfälligt ämbetet till dess att en ny generalguvernör tillträder.

## Lista över Papua Nya Guineas generalguvernörer
| Namn             | Ämbetsperiod                                        |
| ---------------- | --------------------------------------------------- |
| John Guise       | 16 september 1975 – 1 mars 1977                     |
| Tore Lokoloko    | 1 mars 1977 – 1 mars 1983                           |
| Kingsford Dibela | 1 mars 1983 – 1 mars 1989                           |
| Ignatius Kilage  | 1 mars – 31 december 1989                           |
| Serei Eri        | 27 februari 1990 – 4 oktober 1991                   |
| Dennis Young     | 4 oktober – 18 november 1991                        |
| Wiwa Korowi      | 18 november 1991 – 20 november 1997                 |
| Silas Atopare    | 20 november 1997 – 20 november 2003                 |
| Bill Skate       | 20 november 2003 – 28 maj 2004                      |
| Jeffery Nape     | 28 maj – 29 juni 2004 (tillförordnad)               |
| Paulias Matane   | 29 juni 2004 – 13 december 2010                     |
| Jeffery Nape     | 13 december 2010 - 20 december 2010 (tillförordnad) |
| Michael Ogio     | 20 december 2010 -                                  |